# Asterostomula loranthi
Asterostomula loranthi är en svampart som beskrevs av Theiss. 1916. Asterostomula loranthi ingår i släktet Asterostomula, divisionen sporsäcksvampar och riket svampar.   Inga underarter finns listade i Catalogue of Life.